# Квемо-Бодбе
Квемо-Бодбе (груз. ქვემო ბოდბე) — село в Грузии, в муниципалитете Сигнахи края Кахетия. 

## География
Село расположено в южной части края, в 24 километрах по прямой к юго-западу от центра муниципалитета Сигнахи. Высота центра — 750 метров над уровнем моря.

## Население
По данным переписи населения 2014 года, в селе проживало 2287 человек.
| Год  | Население | Мужчины | Женщины |
| ---- | --------- | ------- | ------- |
| 2002 | 3534      | 1674    | 1860    |
| 2014 | 2287      | 1092    | 1195    |